# Carlos Rottemberg
Carlos Rottemberg (Buenos Aires, 11 de abril de 1957) es un empresario teatral argentino quien, junto a su hijo Tomás, dirige la mayor empresa de salas teatrales de Argentina. Asimismo, se ha especializado en la construcción de salas de teatro en ese país.

## Infancia y adolescencia
Comenzó a trabajar a sus 18 años, menor emancipado por sus padres, cuando se inicia como inquilino del abandonado cine teatro Ateneo en la calle Paraguay y Suipacha de la ciudad de Buenos Aires, con el objetivo de exhibir cine. 
En su infancia y adolescencia siempre hizo foco en su interés por la exhibición cinematográfica, aún sin provenir de una familia del espectáculo.  
A fuerza de investigar la actividad que le interesaba armó su propio manual de estudio, coleccionando programas de los cines del país. A partir de ellos y con todos los datos que antiguamente se incluían pudo conocer el entramado de ese medio al que buscaba pertenecer.  
Durante sus cinco años de estudiante secundario en la escuela comercial Hipólito Vieytes del barrio de Caballito realizó sus primeros contactos con la exhibición de cine, alquilando un proyector de 16 mm. para ofrecer películas animadas a domicilio en cumpleaños infantiles por las tardes y el armado de ciclos de cine club para mayores en instituciones que requiriesen de su servicio. "Esta manera de aprender trabajando me ofreció mucha seguridad y convencimiento en que sabía qué quería ser de grande, sus motivos y algunos secretos aprendidos de una observación puntillosa” suele repetir.

## Teatro
Curioso por contar el Ateneo también con habilitación municipal como teatro, aunque su vocación profesional desde la infancia era la exhibición de cine, recibe y conoce por primera vez en su vida a una actriz y un actor que se acercaron a ofrecerle subir una comedia que querían protagonizar en ese escenario. Fueron Beatriz Bonnet y Juan Carlos Dual quienes se sorprendieron al escuchar de boca del incipente empresario que “a los actores los prefería enlatados”. Solo la edad y la inexperiencia pudo justificar aquella pintoresca respuesta de quien al poco tiempo se convirtió en enorme defensor de la actividad teatral, constituyendo junto al talento argentino la mayor empresa de teatros del país, con varias salas en Buenos Aires y Mar del Plata.
Desde hace más de veinte años, de sus cincuenta de profesión, ejercita una costumbre ya reconocida en el medio: firma los contratos con artistas y productores solo apoyando su dedo pulgar en una hoja en blanco. “Eso no habla bien de mí sino al menos también de la contraparte. Desde que utilizamos el dedo no hemos cruzado con nadie una carta documento sobre más de tres mil pulgares puestos. Renuevo mi apuesta por el valor de la palabra."

## Multiteatro
Multiteatro es su marca registrada desde 2001, siendo la primera sala reconvertida en cuatro escenarios, del que fuera el original teatro Blanca Podestá. El mismo tratamiento tuvo en 2018 con la transformación en tres teatros de la histórica sala Tabarís de Av. Corrientes y Esmeralda en la ciudad de Buenos Aires. El Liceo, el teatro privado en funcionamiento más antiguo de América Latina pertenece a esta empresa, también involucrada en las dos salas de los teatros Metropolitan.

## Corrientes de Mar del Plata
En la ciudad balnearia de Mar del Plata, construyó desde sus raíces el teatro Corrientes (en el solar donde funcionara un restaurante), el nuevo teatro Bristol (recuperando el antiguo Astral, el cual sus antiguos dueños habían convertido en confitería) y el teatro que lleva el nombre de la ciudad, Mar del Plata, en lo que fuera un estacionamiento. La noche de su inauguración, el 10 de diciembre de 2004, realizó su campaña publicitaria bajo el eslogan “Algo está cambiando. Ahora los estacionamientos se convierten en teatros". Asimismo recuperó definitivamente como teatro el predio donde funcionara el cine América, como también reformuló los tradicionales Atlas, Lido y Neptuno de esa ciudad.

## Espectáculos y premios
Como productor directo o en asociaciones en coproducción con otros colegas, presentó en sus salas más de mil estrenos, mayoritariamente de autores nacionales.
Varios títulos históricos como enormes éxitos del teatro argentino compartieron su marca. Ha obtenido todos los premios otorgados por las asociaciones y entidades del sector, incluyendo el Premio Konex de Platino 2001 de la década en la disciplina Producción.
Fue distinguido en el año 2018 por la Cámara de Diputados de la Nación por su prolífica carrera vinculada a la cultura, al resultar el empresario teatral que más salas abrió en el país.
Fue presidente de la Asociación Argentina de Empresarios Teatrales y Musicales (A.A.D.E.T.), durante seis períodos entre 2005 y 2023.

## Televisión
Durante más de veinte años (1990-2011) produjo el programa “Almorzando con Mirtha Legrand”, a partir de saberse que desde 1980 ese conocido programa no se encontraba en el aire. Su última producción teatral con Mirtha Legrand (“Potiche”) dirigida por su marido Daniel Tinayre, amigo personal, lo decidió a producir aquel programa de televisión, hasta alejarse del mismo por razones profesionales, finalizado el ciclo 2011 en la ciudad de Mar del Plata.
En 1998 produjo el estreno de  “Yo amo a la TV”, un nuevo formato que en su versión original tuvo a los más representativos protagonistas del medio como invitados.
Fue elegido Presidente de la Cámara Argentina de Productoras Independientes de Televisión (CAPIT) en septiembre de 1999, cuando un grupo de empresas que producía televisión de manera independiente decidió unirse para trabajar en conjunto por aquellos problemas comunes que esta actividad debería enfrentar. Reelegido para el mismo cargo por otro período de cinco años, renuncia indeclinablemente al mismo al decidir alejarse de ese medio.